# Bellver
Bellver es un barrio de la ciudad de Palma de Mallorca, Baleares, España.
Se encuentra delimitado por los barrios de La Bonanova, El Terreno, Son Armadams, Son Dureta y La Teulera.
- Datos: Q5725267